# Greenlawn
Greenlawn és una concentració de població designada pel cens dels Estats Units a l'estat de Nova York. Segons el cens del 2000 tenia 13.286 habitants.

## Demografia
Segons el cens del 2000, Greenlawn tenia 13.286 habitants, 4.499 habitatges, i 3.347 famílies. La densitat de població era de 1.397,8 habitants per km².
Dels 4.499 habitatges en un 35,8% hi vivien nens de menys de 18 anys, en un 59,3% hi vivien parelles casades, en un 12,1% dones solteres, i en un 25,6% no eren unitats familiars. En el 21,6% dels habitatges hi vivien persones soles el 13,3% de les quals corresponia a persones de 65 anys o més que vivien soles. El nombre mitjà de persones vivint en cada habitatge era de 2,89 i el nombre mitjà de persones que vivien en cada família era de 3,38.
Per edats la població es repartia de la següent manera: un 26% tenia menys de 18 anys, un 5,8% entre 18 i 24, un 29,3% entre 25 i 44, un 23,2% de 45 a 60 i un 15,6% 65 anys o més.
L'edat mediana era de 39 anys. Per cada 100 dones de 18 o més anys hi havia 83,1 homes.
La renda mediana per habitatge era de 64.201 $ i la renda mediana per família de 76.917 $. Els homes tenien una renda mediana de 48.812 $ mentre que les dones 33.727 $. La renda per capita de la població era de 26.179 $. Entorn del 2,3% de les famílies i el 4,5% de la població estaven per davall del llindar de pobresa.